# Olagysh
Olagysh (ryska: Валакиш, Олагыш) är en ort i Kirgizistan.   Den ligger i oblastet Batken, i den sydvästra delen av landet, 400 km sydväst om huvudstaden Bisjkek. Olagysh ligger 1 048 meter över havet och antalet invånare är 2 100.
Terrängen runt Olagysh är huvudsakligen kuperad, men västerut är den bergig. Runt Olagysh är det ganska glesbefolkat, med 27 invånare per kvadratkilometer. Närmaste större samhälle är Uch-Korgon, 5,2 km norr om Olagysh. Trakten runt Olagysh består i huvudsak av gräsmarker.